# Кутроф'яно
Кутрофьяно (італ. Cutrofiano, сиц. Cutrufianu) — муніципалітет в Італії, у регіоні Апулія, провінція Лечче.
Кутрофьяно розташоване на відстані близько 520 км на схід від Рима, 160 км на південний схід від Барі, 25 км на південь від Лечче.
Населення — 9140 осіб (2014).
Щорічний фестиваль відбувається 13 червня. Покровитель — Sant'Antonio di Padova.

## Демографія
Населення за роками:

Станом на 1 січня 2023 року в муніципалітеті офіційно проживало 200 іноземців з 30 країн, серед них 56 громадян країн Євросоюзу та 5 громадян України.

## Сусідні муніципалітети
- Арадео
- Коллепассо
- Корильяно-д'Отранто
- Галатіна
- Мальє
- Мельпіньяно
- Нев'яно
- Скоррано
- Сольяно-Кавоур
- Суперсано